# Amilcare Anguissola (artiste)
Pour les articles homonymes, voir Anguissola et Amilcare Anguissola.
Pour les autres membres de la famille, voir Famille Anguissola.
Amilcare Anguissola, ayant vécu au XVIe siècle, était un membre de la petite noblesse génoise qui a encouragé ses six filles, Sofonisba Anguissola, Elena, Europa, Lucia, Anna Maria et Minerva à développer leurs compétences artistiques. Son fils Asdrubale se consacra à la musique et à l'étude du latin.

## Biographie

### Vie de famille
Il est le père de Sofonisba Anguissola qu'il recommande auprès de Michel-Ange.